# A magyar tudomány ünnepe

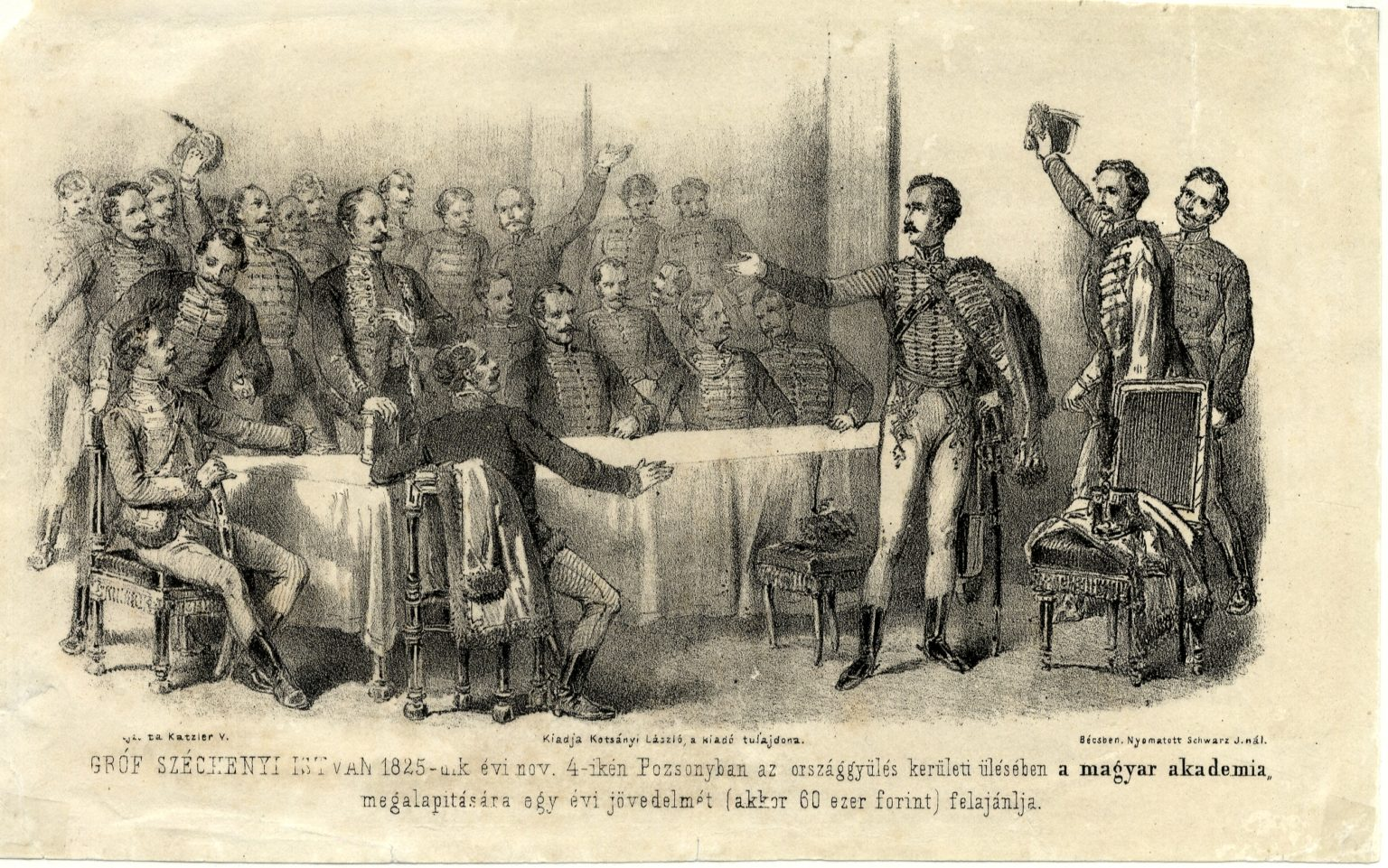
Széchenyi felajánlása

A magyar tudomány ünnepéről az MTA már 1997 óta megemlékezik, hivatalosan azonban 2003 óta ünnepeljük minden év november 3-án, azon a napon, melyen 1825-ben Széchenyi István birtokainak egy évi jövedelmét felajánlotta a Magyar Tudós Társaság megalapítására, és ezzel lehetővé tette a Magyar Tudományos Akadémia megalapítását.
A hivatalos indoklás szerint az "Országgyűlés a tudomány társadalomban betöltött szerepét kiemelkedően fontosnak, a tudomány művelése és fejlesztése érdekében végzett tevékenységet elismerésre és kiemelkedő támogatásra méltónak tartja" ezért e napot a 2003. évi XCIII. törvénnyel a magyar tudomány ünnepévé nyilvánította.

## Rendezvények
A magyar tudomány ünnepén Magyarország számos városában (fő helyszínek 2009-ben: Budapest, Debrecen), sőt a határokon túl is, többhetes rendezvénysorozaton vehetnek részt az érdeklődök. A különböző előadások, kiállítások, bemutatók, filmvetítések, tudományos fórumok egy-egy vezérgondolat jegyében zajlanak, a 2009-es mottó például Tudomány és kreatív környezet. A rendezvény csatlakozik a Kreativitás és innováció 2009-es európai évéhez, valamint azokhoz a témaévekhez is, amelyeket jeles évfordulókhoz kötődően hirdettek meg az idei esztendőben hazai és nemzetközi tudományos és kulturális szervezetek.

## Lásd még
- Magyarországi ünnepek és emléknapok listája